# Ecliptyka
Ecliptyka es un grupo musical brasileño de heavy metal y metalcore formado en Jundiaí, San Pablo en 1999. 
La banda está compuesta por Helena Martins (vocales), Helio Valisc (guitarra y coros), Guilherme Bollini (guitarra y guturales), Eric Zambonini (bajo) y Tiago Catalá (batería).

## Biografía

### Comienzos (1999 - 2006)
En diciembre de 1999, los primos Guilherme Bollini y Rodrigo Mathias decidieron formar una banda de metal, influenciados principalmente por las tradicionales bandas de heavy metal. En ese momento, la banda tocó sólo covers de diferentes grupos. En 2002, la cantante Helena Martins se unió a la banda y comenzaron a realizar sus primeras composiciones. A partir de allí, Ecliptyka comenzó a tocar en festivales en Jundiaí, su ciudad natal, y en ciudades como Campinas, Itatiba, São Caetano do Sul, Extrema, Valinhos, Vinhedo, Salto, entre otras. El grupo también compartió el escenario con bandas de metal de renombre en Brasil como Dr. Sin, Tuatha de Danann y MindFlow.

### The First Petal Falls(2007 - 2010)
En diciembre de 2007, la banda lanzó de forma independiente su primer EP, titulado The First Petal Falls, que contiene las primeras cinco canciones de la banda,  "Wept Tears", "Time Makes Us Free", "Rest Warrior", "Feelings from Destiny" y "Unleash Me", constituyendo un álbum con influencias principalmente de metal melódico. En julio de 2008, Ecliptyka llevó a cabo una gira con cinco conciertos en Alemania y Bélgica, tanto en festivales como en clubes y bares.

### A Tale Of Decadence(2011 - presente)
En marzo de 2011, Ecliptyka, que constaba de Helena Martins (vocales), Helio Valisc (guitarra y coros), Guilherme Bollini (guitarra y guturales), Eric Zambonini (bajo) y Tiago Catalá (batería), lanzó su álbum debut, A Tale Of Decadence, a través del sello discográfico Die Hard Records, que muestra un estilo musical distinto que su EP anterior, con riffs de guitarra más pesados y canciones con cantos más veloces. El álbum fue grabado y remezclado por Mark Monegatto, Hélio Valisc y Guilherme Bollini, y contó con Ronnie Kneblewski y Helena Martins en la producción de las voces. La remasterización fue realizada por Brendan Duffey, productor musical de álbumes de bandas procedentes de Brasil como Angra, Almah y Torture Squad. El álbum también contó con la participación especial de Marcelo Carvalho, cantante de Hateful, en la canción We Are the Same y Danilo Herbert, cantante de MindFlow, en "Splendid Cradle" y en su versión en portugués "Berço Esplêndido". El álbum es conceptual y habla acerca de la destrucción del planeta por la crueldad humana, la crueldad contra los animales, la política y la guerra. Por otra parte, en diciembre de 2011 lanzaron el videoclip de "We Are The Same"
Para la promoción de su primer álbum, Ecliptyka llevó a cabo conciertos en Brasil y se presentó junto a bandas como Delain en septiembre de 2010 y fue la banda de apertura en los conciertos de Tarja Turunen en marzo de 2011 y The Agonist  en junio de ese mismo año. En 2012, la banda firma un contrato con la firma Rage On Stage Management, la cual organiza las giras mundiales del grupo y llevándolos a los Estados Unidos ese mismo año.
En febrero de 2012, Ecliptyka fue incluida por la revista Roadie Crew en las listas de los mejores álbumes del 2011 por su disco A Tale Of Decadence, y por mejor vocalista por Helena Martins.

## Discografía

### Álbumes de estudio
| Año  | Álbum                                                                            |
| ---- | -------------------------------------------------------------------------------- |
| 2011 | A Tale Of Decadence - Lanzamiento: 19 de marzo de 2011 - Sello: Die Hard Records |

### EP
| Año  | Álbum                                                            |
| ---- | ---------------------------------------------------------------- |
| 2007 | The First Petal Falls - Lanzamiento: 2007 - Sello: Independiente |

## Miembros

### Miembros actuales
- Helena Martins - vocales (2002-presente)
- Guilherme Bollini - guitarra y guturales (1999-presente)
- Helio Valisc - guitarra (2007 - presente)
- Eric Zambonini - bajo (2008 - presente)
- Tiago Catalá - batería (1999 - presente)

### Antiguos miembros
- Ricardo Abatte - guitarra (1999 - 2007)
- Rodrigo Mathias - bajo (1999 - 2007)

### Línea de tiempo
|                   |      |      |      |                       |      |                     |      |
|                   |      |      |      | The First Petal Falls |      | A Tale Of Decadence |      |
| 1999              | 2001 | 2003 | 2005 | 2007                  | 2009 | 2011                | 2012 |
| Helena Martins    |      |      |      |                       |      |                     |      |
| Guilherme Bollini |      |      |      |                       |      |                     |      |
| Eric Zambonini    |      |      |      |                       |      |                     |      |
| Helio Valisc      |      |      |      |                       |      |                     |      |
| Tiago Catalá      |      |      |      |                       |      |                     |      |

|  | Álbum editado |  | Voz |  | Guitarra principal/líder |

|  | Batería |  | Bajo |  | Segunda guitarra |